# 王守泰 (昆曲)
王守泰（1908年—1992年）是中國近代昆曲家，江苏苏州人。
王颂蔚之孫，王季烈之子，曾助其父撰成《集成曲譜》，鼓吹“主腔說”，以為曲中會不斷再現的特殊旋律。著有《昆曲格律》。